# Bożena Marciniak
Bożena Marciniak, coniugata Storożyńska (Łask, 6 ottobre 1951), è un'ex cestista polacca.
È la madre di Paweł Storożyński.

## Carriera
Con la Polonia ha disputato quattro edizioni dei Campionati europei (1970, 1972, 1974, 1976).